# مدرسة صلاح الدين الدولية
مدرسة صلاح الدين الدولية هي مدرسة دولية تقع في مدينة القاهرة في مصر.

## الروابط الخارجية
- Turkish Salahaldin International School نسخة محفوظة 12 أكتوبر 2013 على موقع واي باك مشين.
- (بالتركية) Önal, Cumali. "Mısır'da ilk Türk okulu açıldı"